# Villers-lès-Roye
Villers-lès-Roye là một xã ở tỉnh Somme, vùng Hauts-de-France, Pháp.
Thị trấn này có cự ly khoảng 25 dặm Anh (40 km) về phía đồng nam của Amiens, trên đường D54.

## Dân số
| 1962                                                  | 1968 | 1975 | 1982 | 1990 | 1999 |
| ----------------------------------------------------- | ---- | ---- | ---- | ---- | ---- |
| 161                                                   | 162  | 128  | 183  | 187  | 203  |
| Số liệu dân số từ năm 1962, dân số không tính hai lần |      |      |      |      |      |